# OMC (moto)
La OMC, sigla di Officine Meccaniche Calabresi, è stata una casa motociclistica italiana, attiva a Gerace Marina dal 1924 al 1934.

## La storia
Negli ultimi decenni del XIX secolo, il piccolo agglomerato di Gerace Marina, oggi Locri e all'epoca frazione di Gerace, aveva assunto una forte e autonoma potenzialità di sviluppo, determinata dalla realizzazione della ferrovia Jonica che aveva messo in collegamento la zona con il centro e nord della penisola. Le speranze di sviluppo erano ulteriormente cresciute con la fondazione della BPCC (Banca Popolare del Circondario di Gerace) e il trasferimento del Tribunale.
All'inizio degli anni venti, Vincenzo Bruzzese, giovane ingegnere della Diatto di origini grotteresi, decise di tornare nella sua terra natìa per impiantarvi un'attività industriale tecnologicamente avanzata che potesse smuovere la stagnazione economica della zona, controllata dal latifondismo agrario.
Entusiasta del fervore tecnologico, ormai diffuso in tutto il nord Italia, decise di portare in Calabria alcuni operai metalmeccanici torinesi, con le rispettive famiglie, e con questi organizzare una produzione in loco. L'opificio e le abitazioni per i dipendenti furono presto approntati su terreni di proprietà della famiglia nella vicina Gerace Marina e l'azienda venne fondata nel 1924, iniziando con il produrre varia bulloneria.
L'attenzione per i materiali e l'esperienza già acquisita dalle maestranze piemontesi, portarono subito ad un elevato livello qualitativo del prodotto, attirando importanti commesse anche di aziende estere. Per quanto riguarda la bulloneria, ad esempio, l'azienda poteva contare su un vasto campionario di oltre 700 articoli diversi per tipo e misura e, alla fine degli anni '20,  vinse l'appalto per la completa fornitura alla costruzione del celebre transatlantico Rex di bulloni, perni, rivetti e chiodi.
La fabbrica s'ingrandì rapidamente e nel 1930 già contava 200 dipendenti. La concezione moderna e sociale del lavoro di Bruzzese lo portò a costruire uno spazio dedicato al dopolavoro, dove gli operai potessero svagarsi e dedicarsi alla lettura e al riposo. La cosa creò un grave scandalo nella zona, sommandosi alla già allarmante novità che tra le "tute blu" della OMC si contassero anche una quarantina di donne. Evento quasi impensabile in quei luoghi e in quel periodo.
Nello stesso anno, le officine ricevettero la visita ispettiva di una commissione del Genio militare che dichiarò la OMC "Azienda ausiliaria dello Stato" con autorizzazione a fornire materiali agli Arsenali della Marina di Taranto e al Ministero delle comunicazioni per le ferrovie. Inoltre, venne inserita tra le officine che, in caso di guerra, erano mobilitate per la costruzione di motori aeronautici.
Visti i riconoscimenti istituzionali e commerciali acquisiti, uniti alla facilità con la quale i suoi conterranei passavano dallo stato di braccianti a quello di operai specializzati nella meccanica, Bruzzese decise che era venuto il tempo di affrontare una produzione di maggiore complessità, come una motocicletta. Per la parte progettuale e il know how arruolò il torinese Giovanni Ladetto, uno dei maggiori tecnici dell'epoca, conosciuto ai tempi della Diatto, che insieme al fratello Emilio si occupò del motore e della ciclistica.
Nel 1931 la OMC 175 venne messa sul mercato, subito apprezzata e venduta in tutta Italia, in ragione dell'ottimo rapporto tra qualità e prezzo. L'anno seguente, 12 moto OMC aprirono la sfilata dei centauri su via dell'Impero, durante le celebrazioni per il decennale della Marcia su Roma.
Il successo non intaccò minimamente il furore creativo di Bruzzese che già lavorava ai nuovi motori da 250 e 500 cm³, ad un misterioso velivolo a decollo verticale definito "motocicletta dell'aria" e ad un motore stellare per l'aereo, il cui progetto venne approvato, nel 1933, dal Ministero dell'aeronautica che stanziò la cifra di ₤ 20.000.000 per la sua futura produzione.
Tutto sembrava procedere a gonfie vele, quando Vincenzo Bruzzese fu artatamente accusato per l'ammanco pari a ₤ 6.000.000 che aveva provocato il fallimento della Banca Popolare di Gerace. Immediatamente arrestato, l'industriale fu condannato e dichiarato il fallimento della OMC, nel tempo record di poche settimane.
Nonostante l'ostinata resistenza degli operai che rimasero sul posto di lavoro, anche senza stipendio, nel corso del 1934, il curatore fallimentare nominato allo scopo di riavviare la produzione, tale ing. Franco, smembrò  l'azienda, vendette i macchinari, licenziò le maestranze e lasciò che la documentazione contabile e tecnica andasse dispersa o distrutta.
Terminava così, dopo un decennio di successi, la breve esperienza delle Officine Meccaniche Calabresi.
Con identica denominazione, nel 1961, la Finmeccanica fondò a Reggio Calabria un'azienda per la produzione di materiale rotabile.

## L'esperimento sociale
L'attivazione dello stabilimento OMC di Gerace Marina fu un esempio di emigrazione del lavoro da nord a sud, davvero inconsueto in Italia. L'immediata integrazione delle famiglie piemontesi in terra calabra e la formazione dal nulla di un opificio in grado di eseguire manufatti tecnici complessi e, in breve tempo, di produrre tecnologia propria in autonomia finanziaria, creò grandi speranze di riscatto nella popolazione della zona, principalmente composta da poverissimi braccianti agricoli.
I latifondisti della Locride compresero presto gli enormi danni che una tale azienda poteva causare loro, affrancando la tradizionale manodopera sottopagata, abbrutita dalla totale ignoranza, dalla miseria e dalla secolare sottomissione ai signorotti locali.
Quattro anni dopo l'arresto, il Tribunale di Salerno riconobbe l'innocenza di Vincenzo Bruzzese, anche individuando i responsabili del fallimento della OMC tra i maggiori azionisti della banca fallita e addebitando loro la rifusione dei danni.

Purtuttavia, l'azienda era ormai scomparsa e le lungaggini burocratiche, la perdita del prezioso archivio tecnico, seguite dalla seconda guerra mondiale, tolsero a Bruzzese ogni possibilità di ricominciare. Durante la sua carcerazione, egli aveva amaramente e profeticamente scritto nei suoi diari: